# Публичная кадастровая карта
«Публичная кадастровая карта» (сокращённо — ПКК) — бесплатный веб-сервис, предназначенный для получения информации о всех зарегистрированных объектах недвижимости (их кадастровым границам) в Российской Федерации, в том числе, для получения общедоступных сведений из ЕГРН. Поддерживается Росреестром. По состоянию на 2019 год в базе сервиса имелась информация о 50 миллионах объектах недвижимости. В 2021 году сообщалось о 10 миллионах пользователей сервиса в год.
С 23 декабря 2024 года весь функционал перенесён на портал «Национальная система пространственных данных» (НСПД), куда перенаправляется старый сайт ПКК.

## Сайты-двойники ПКК
Публичная кадастровая карта активно используется гражданами для получения выписок из Единого государственного реестра недвижимости (ЕГРН). Но возникла ситуация, что существует много поддельных сайтов, которые мимикрируют под сайт Публичной кадастровой карты и предлагают услуги предоставления выписки из ЕГРН за деньги.
Схожая ситуация имеется с официальным сайтом Росреестра, где также заказывается выписка из ЕГРН. Существуют сайты-клоны, которые занимаются перепродажей информации из ЕГРН.
По этой причине, самый простым способом наиболее эффективно получить выписку из ЕГРН будет обратиться к сервису Госуслуги.

## История
Веб-сервис ПКК начал работу в 2010 году на домене maps.rosreestr.ru. С момента запуска к 2019 году сменилось пять версий ПКК, а в 2024 году функционирует уже 6-я версия. При этом менялся и адрес сайта, изначально адрес был maps.rosreestr.ru, затем pkk5.rosreestr.ru и pkk.rosreestr.ru.
В декабре 2021 года постановлением Правительства РФ была утверждена Государственная программа «Национальная система пространственных данных» (НСПД)», в рамках которой должна была быть создана «Единая электронная картографическая основа (ЕЭКО)», которая обеспечит доступ к актуальной государственной мультимасштабной карте и ортофотопокрытию (фотографические планы местности с точной привязкой к заданной системе координат), а также заменит зарубежные картографические подложки на публичной кадастровой карте (ПКК). Перенос ПКК на портал НСПД произошёл 23 декабря 2024 года.
Компоненты ПКК и источники информации:
- Публичная кадастровая карта
- Единая электронная картографическая основа (ЕЭКО)
- Космические снимки ESRI. Источники: Earthstar Geographics, Maxar;
- Цифровые ортофотопланы открытого пользования – ЦОФП ОП.
- Цифровые навигационные планы городов открытого пользования – ЦНПГ ОП.
- Карта России из открытых данных (OpenStreetMap)
- Отмывка рельефа - ESRI Hillshade. Источники: ESRI, Intermap, NASA, NGA, USGS;
- Надписи на карте (OpenStreetMap)
- Надписи ЕЭКО
- Cервис геокодирования «Адреса ГКН»

## Использование ПКК в открытых проектах
Согласно Федеральному закону №218 информация с сервиса ПКК может быть свободно использована в таких открытых проектах как OpenStreetMap (OSM). Прежде всего для получения информации о границах административного деления и внесения их на карту OSM. Единицы же кадастрового деления в OSM не вносятся.
Ранее на сайте ПКК были опубликованы условия использования данных, разрешающие только "некоммерческое использование". Не смотря на то что эти условия противоречили Федеральному законодательству, они были убраны только в 2019 году.
Вся общедоступная информация из ЕГРН собрана на ПКК в отдельной группе слоёв с названием «Общедоступные сведения, содержащиеся в ЕГРН». Помимо неё, на веб-сервисе размещена и другая информация — дополнительные слои, спутниковые снимки, картографическая основа и т.д. Они не попадают под действие 218-ФЗ и не имеют статуса общедоступной информации, поэтому использовать их в OSM и других свободных проектах невозможно.

## Проблемы с доступностью сервиса
Периодически сервисы Росреестра (включая Публичную кадастровую карту) работают некорректно. Данные проблемы начались до ввода антироссийских санкций или других технологических ограничений. В начале 2022 года сообщалось, что проблемы с доступностью сервиса связаны с загрузкой большого объема данных, а после завершения загрузки на ПКК должны появиться сведения Единой электронной картографической основы (ЕЭКО).
Кроме того, доступ к Публичной кадастровой карте, а также сайту Росреестра по состоянию на 2024 год запрещен для IP-адресов находящихся вне России. Эксперты объясняют такие действия, как простейший способ защититься от сетевых атак DDoS.

## Аналоги в других странах
- Публічна кадастрова карта - украинский аналог на сайте Государственной службы Украины по геодезии, картографии и кадастру (укр. Державна служба України з питань геодезії, картографії та кадастру). В настоящее время сервис отключен в связи с введением военного положения на Украине.
- Публичная кадастровая карта - белорусский аналог на сайте Национального кадастрового агентства (бел. Нацыянальнага кадастравага агенцтва).
- Публичная кадастровая карта (каз. Мемлекеттік кадастрлық карта) - казахский аналог на сайте Государственной корпорации Правительство для граждан.
- Публичная кадастровая карта Армении временно недоступна (по состоянию на 2024 год).